# Рилузол
Рилузол — лекарственное средство, использующееся для лечения бокового амиотрофического склероза (БАС). При использовании рилузола откладывается потребность в ИВЛ и трахеостомии у некоторых пациентов, выживаемость увеличивается в среднем на 2-3 месяца.
На рынке рилузол представлен в виде таблетированных форм (рилотек, рилузол), а также в виде суспензии для приёма внутрь (Теглютик). Последняя может быть более удобной для пациентов с нарушенным глотанием.
В России зарегистрирован.

## Механизм действия
Рилузол преимущественно является блокатором тетродотоксин-чувствительных натриевых каналов, активация которых ассоциирована с гибелью нейронов. Также сообщается, что рилузол может напрямую блокировать каинатные и  NMDA-рецепторы. Тем не менее, действие рилузола на глутаматные рецепторы спорно, так как связывание его с этими рецепторами подтверждено не было. Антиглутаматергическое действие препарата проявляется в присутствии блокаторов натриевых каналов, поэтому до сих пор не ясно, действует ли препарат через этот механизм или нет.

## Побочные эффекты
- Очень частые (вероятность более 10%):[11] тошнота, слабость, нарушение функций лёгких
- Частые (1-10%):[12] головные боли, головокружения, сонливость, рвота, боли в животе, повышение уровня аминотрансфераз
- Нечастые (0.1-1%):[12] панкреатит, интерстициальные заболевания легких
- Редкие (менее 0.1%):[12] нейтропения, аллергические реакции (включая отёк Квинке)

### Передозировка
Симптомы передозировки включают неврологические и психиатрические симптомы: острая токсическая энцефалопатия, проявляющаяся ступором, комой и метгемоглобинемией. Острая метгемоглобинемия может быть купирована с помощью метиленового синего.

## Противопоказания
Гиперчувствительность к рилузолу или другим компонентам препарата, болезни печени, беременность и лактация.

### Взаимодействия
Рилузол является субстратом цитохрома CYP1A2, таким образом, вещества, являющиеся индукторами или ингибиторами этого цитохрома, могут соответственно снижать или увеличивать биодоступность препарата.